# Хоенцолерн-Хайгерлох
Хоенцолерн-Хайгерлох (на немски: Hohenzollern-Haigerloch; Grafschaft Hohenzollern-Haigerloch) е от 1576 до 1767 г. графство, територия на Свещената Римска империя. Управлява се от швабския клон на род Хоенцолерн със столица град Хайгерлох в Баден-Вюртемберг.
Графството Хайгерлох става през 1497 г. собственост на граф Айтел Фридрих II фон Хоенцолерн (* 1452, † 1512).
През 1576 г. Графството Хоенцолерн се разделя на линиите Хехинген, Хайгерлох и Зигмаринген. Първият граф на Хоенцолерн-Хайгерлох е Христоф, третият син на граф Карл I фон Хоенцолерн. През 1634 г. линията Хоенцолерн-Хайгерлох измира и графството попада към княжество Хоенцолерн-Зигмаринген.

## Графове на Хоенцолерн-Хайгерлох
- Христоф (1576 – 1592)
- Йохан Христоф (1592 – 1623)
- Карл (1623 – 1634)

принадлежи към Хоенцолерн-Зигмаринген (1634 – 1681)
- Франц Антон (1681 – 1702)
- Фердинанд Антон (1702 – 1750)
- Франц Христоф Антон (1750 – 1767)

## Галерия
- Дворец Хайгерлох
- Документ за подялба на наслеството (1575)